# Língua valenciana
O valenciano ou língua valenciana (valencià ou llengua valenciana em valenciano) é usado na Comunidade Valenciana. É considerada como língua própria segundo o seu estatuto de autonomia, no qual é estabelecida, como instituição normativa, a Academia Valenciana da Língua.
O valenciano, que constitui uma das principais variantes dialetais do catalã com o catalão central e o balear, não pode ser considerado um dialeto enquadrado dentro das fronteiras da Comunidade Valenciana, mas parte do bloco ou dialeto ocidental da língua catalã. O fato de os dialetos da língua catalã formarem um continuum dialetal —pelo menos na sua zona não insular— i.

## Polêmica sobre a sua catalogação como língua ou dialeto
Historicamente ocorreram conflitos tanto sobre a denominação de "valenciano" como sobre a catalogação deste como língua ou dialeto, estas discussões são consideradas encerradas em parte por diferentes sentenças do Tribunal Superior de Justiça da Comunidade Valenciana assim como da Acadèmia Valenciana de la Llengua, que reconhecem a unidade da língua.
É um facto que na Espanha há duas denominações igualmente legais para designar esta língua: a de valenciano, estabelecida no Estatuto de Autonomia da Comunidade Valenciana, e a de catalão, reconhecida nos Estatutos de Autonomia da Catalunha e das Ilhas Baleares, e avalizada pelo ordenamento jurídico espanhol e a jurisprudência.— Acadèmia Valenciana de la Llengua

## Distribuição geográfica
Muitas vezes considerada
um sinónimo da língua catalã, a língua valenciana é compartilhada pelos
habitantes da Comunidade Valenciana, Catalunha, Ilhas Baleares, Andorra,
Rossilhão, Faixa de Aragão, El Carche (Múrcia) e da cidade de Algueiro, na ilha
da Sardenha.
Na Comunidade Valenciana
é reconhecida uma divisão territorial oficial entre duas línguas, a valenciana
e o castelhano. Essa divisão é definida pela Lei de Utilização e Ensino de
Valenciano. A zona valenciana são os municípios situados geograficamente no
norte, no litoral da Comunidade e na área montanhosa da província de Alicante,
abrangendo aproximadamente 75% do território e 87% da população.
Portanto, o seu domínio
linguístico abrange as regiões litorais, a planície central e as áreas
montanhosas do sul. Atualmente, nas grandes capitais historicamente com
falantes de valenciano (e em qualquer parte do território espanhol, mas de
forma não tão visível) a presença da língua está em decadência, devido ao
crescimento da importância do castelhano. Contudo, em termos gerais, ocorreu
uma notável recuperação passando de 4% de valencianos alfabetizados em 1982
para 85% em 2001.

## Variações do valenciano

Variações dialectais do valenciano.

- Valenciano de transição ou tortosí
- Castellonenc
- Valenciano central ou apitxat
- Valenciano do Sul
- Alacantí